# Terrifier 2
Terrifier 2 ist ein US-amerikanischer Slasher-Film von Regisseur Damien Leone, der am 6. Oktober in die US-amerikanischen und am 8. Dezember 2022 in die deutschen Kinos kam. Es handelt sich um eine Fortsetzung des Filmes Terrifier aus dem Jahr 2016. Die Hauptrolle des Art the Clown verkörpert erneut David Howard Thornton, während Lauren LaVera als dessen Gegenspielerin Sienna Shaw zu sehen ist.

## Handlung
Nachdem Art the Clown im Leichenhaus von einer mysteriösen Entität wiederbelebt wurde, bringt er den Gerichtsmediziner um und sucht eine nahegelegene Wäscherei auf, wo er seine blutverschmierten Sachen reinigt. Während der Wartezeit erscheint ihm ein als Clown verkleidetes Mädchen, das teilweise nur von ihm gesehen werden kann und fortan zu seiner ständigen Begleiterin wird. Beide ermorden einen Passanten und verlassen gemeinsam die Szenerie.
Ein Jahr später bereitet die Teenagerin Sienna ihr engelartiges Halloweenkostüm nach einer Vorlage ihres kürzlich verstorbenen Vaters vor. Dieser war vor seinem Ableben zunehmend geistig verwirrt und sammelte Informationen sowie Bilder über Art the Clown in einem Notizbuch, das sich nun im Besitz von Siennas Bruder Jonathan befindet. Auch der 12-Jährige hat mit der Zeit ein Interesse für den Clown entwickelt und möchte sich an Halloween als Art verkleiden, was innerhalb der Familie allerdings nicht gut ankommt.
In der Nacht hat Sienna einen Traum, wie Art zu Gast in einem Kinderclub alle Anwesenden umbringt, von Sienna allerdings mithilfe eines magischen Schwertes aufgehalten werden kann. Als die junge Frau erwacht, steht ihr Halloweenkostüm in Flammen; einzig das dazugehörige Schwert ist unbeschadet. In Sienna steigt zunehmend die Angst vor Art auf, was durch die Nachricht, die Talkshow-Moderatorin Monica Brown befinde sich im Krankenhaus in einem kritischen Zustand, nur noch verschlimmert wird. Brown hatte zuvor Victoria Heyes, die einzige Überlebende des Miles County Massakers von Art aus dem Vorjahr, interviewt und wurde von der völlig entstellten Frau angegriffen.
An Halloween sucht Sienna einen Kostümfundus auf, um sich eine neue Verkleidung zuzulegen. Im Laden trifft sie zum ersten Mal auf Art persönlich, den sie allerdings fälschlicherweise nur für einen kostümierten Mann hält. Der Clown verschont Sienna, nur um wenig später den Ladenbesitzer, Siennas Freundin Allie und deren Mutter zu töten. Gleichzeitig hat Jonathan in der Schule Visionen von Art und dem kleinen Mädchen, woraufhin er panisch die Schule verlässt. Seine Mutter Barbara konfrontiert ihn am Abend mit seinem Verhalten, woraufhin zwischen den beiden ein Streit über das Notizbuch des Vaters entbrennt. Nachdem Jonathan das Haus verlassen hat, wird seine Mutter von Art umgebracht, ehe der Schüler zurückkehrt und von Art betäubt und entführt wird.
Am Abend besucht Sienna mit ihrer Freundin Brooke und deren Partner Jeff eine Halloweenparty. Als sie einen Anruf von Jonathan erhält, gibt sich das kleine Clownsmädchen als Siennas Bruder aus und lockt die junge Frau so auf das Gelände eines verlassenen Freizeitparks. Während Sienna ihren Bruder suchen geht, bleiben Brooke und Jeff im Auto zurück, wo sie schon bald von Art angegriffen werden. Der Clown tötet Jeff und verfolgt die flüchtende Brooke bis in den Freizeitpark, wo er auch sie umbringt. Als Sienna die Leiche ihrer Freundin und den noch lebenden Jonathan findet, kommt es zum Kampf zwischen Art und den Geschwistern.
Sienna wird von Art mit einer Klinge schwer verwundet und in einen Wassertank geworfen, wo sie ertrinkt. Das magische Schwert belebt sie auf wundersame Weise wieder, woraufhin es zur finalen Konfrontation mit Art kommt. Im Kampf ist der Clown nun unterlegen und wird durch das Schwert in Siennas Hand enthauptet. Die Geschwister beobachten daraufhin, wie das kleine Mädchen den abgetrennten Kopf von Art davonträgt.
In einer Mid-Credit-Szene sitzt Victoria Heyes nach ihrem Angriff im Gefängnis. Unter Übelkeit leidend beginnt ihr Bauch plötzlich anzuschwellen, woraufhin sie den lebenden Kopf von Art gebiert.

## Produktion

### Entstehung und Finanzierung

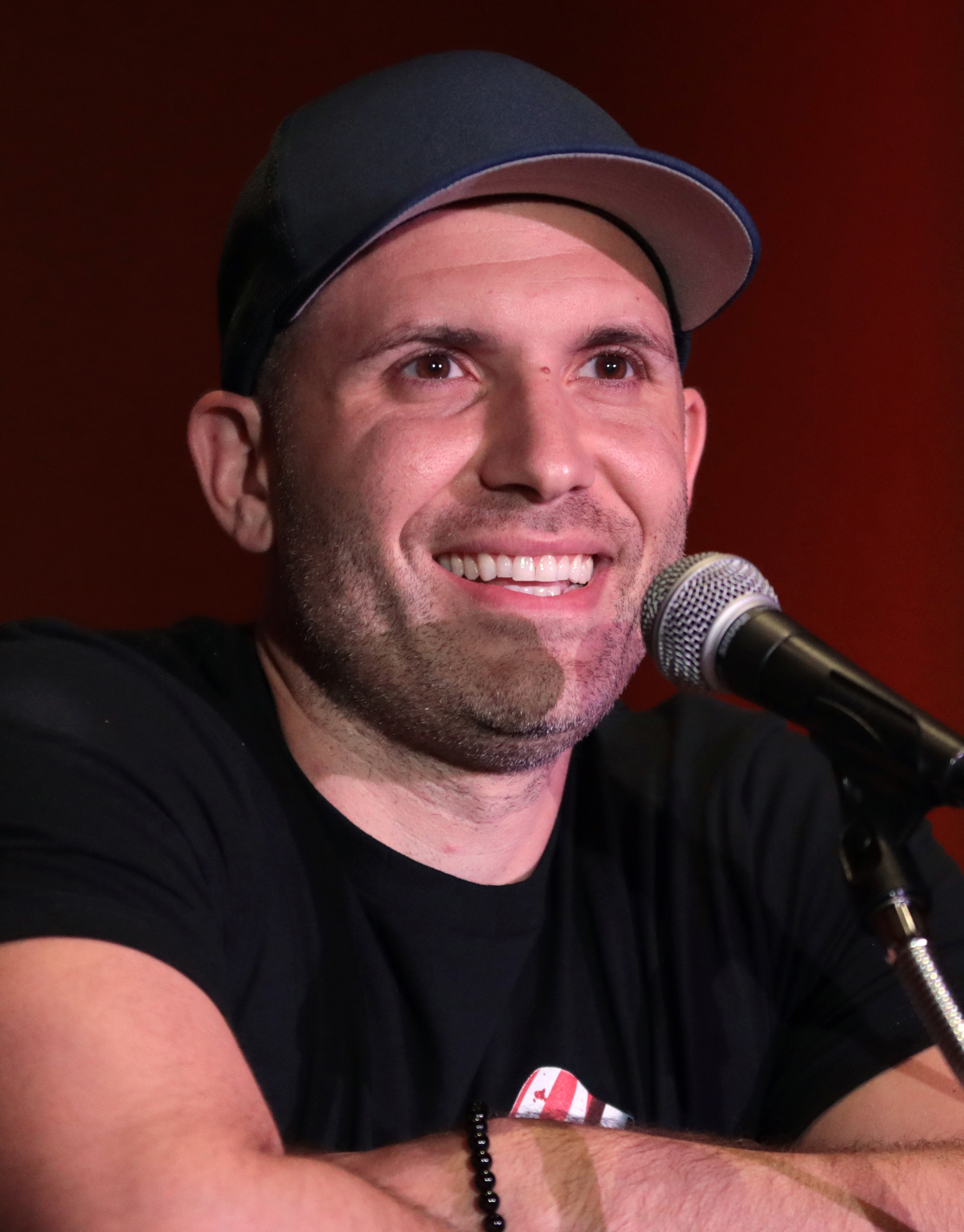
Regisseur Damien Leone

Obwohl Terrifier bei Kritikern und dem Publikum nur gemischte Reaktionen bekam, wurde vielfach der Horrorclown Art gelobt. Insbesondere die Vermischung eines „stillen Killers“ wie Jason Voorhees oder Michael Myers mit Persönlichkeit und Humor wie bei Freddy Krueger oder Chucky wurde positiv hervorgehoben. Auch die weltweite Veröffentlichung des Filmes auf Netflix trug maßgeblich zur Popularität der Figur bei. Durch einen Cliffhanger am Ende von Terrifier kamen bereits früh Spekulationen über eine Fortsetzung auf. Regisseur Damien Leone verkündete schließlich Mitte Februar 2019, dass er das Drehbuch zu Terrifier 2 nach rund dreimonatiger Ausarbeitung fertiggestellt habe. Später äußerte sich Hauptdarsteller David Howard Thornton, Terrifier 2 werde größer, handlungsreicher und brutaler als sein Vorgänger, beinhalte eine wahre Protagonistin und behandle in einem kleineren Rahmen auch die Herkunft von Art. Damit wollte Leone auch auf die Kritiken am Vorgängerfilm eingehen, welche Terrifier eine zu einfach gestrickte Handlung unterstellten.
Leone konnte eine Produktionsfirma finden, die für den Filmdreh ein Budget in Höhe von rund 700.000 US-Dollar zur Verfügung gestellt hätte. Da als Gegenleistung jedoch unter anderem drastische Drehbuchveränderungen und die Veräußerungen der Rechte an Art the Clown verlangt wurden, lehnte Leone das Angebot ab. In der Folge gab er im Mai 2019 an, dass der von Dark Age Cinema und Fuzz on the Lens produzierte Film unter keiner Kontrolle eines Filmstudios stehe und daher die „gnadenlose Fortsetzung“ werden könne, die sich Fans gewünscht hätten. Obwohl die Finanzierung von Terrifier 2 bereits durch private Investoren stehe, kündigte er an, per Crowdfunding weitere Gelder sammeln zu wollen, um die ambitionierten Pläne umsetzen zu können.
Am 25. Juni 2019 starteten Leone und Thornton auf Indiegogo eine Crowdfunding-Kampagne, um besonders aufwändige Szenen umsetzen und durch mögliche Spendenüberschüsse einen namhaften Schauspieler verpflichten zu können. Das Spendenziel von 50.000 US-Dollar wurde dabei in weniger als drei Stunden erreicht; nach 24 Stunden wurden bereits über 100.000 US-Dollar gesammelt. Insgesamt wurden durch die Kampagne rund 215.000 US-Dollar durch 1230 Spender zusammengetragen. Das Geld sollte dabei vorrangig für Spezialeffekte, Stunts, Make-up und den Bau des Filmsets einer speziellen, „epischen Szene“ genutzt werden. Im Gegenzug konnten die Unterstützer Merchandise-Produkte und Requisiten vom Filmdreh erhalten, darunter auch das Kostüm von Art, in den Credits – teilweise auch als Executive Producer – aufgeführt werden, das Set besuchen, als Statisten in einer Szene mitwirken und dabei sogar von Art umgebracht werden.
Im September 2019 wurde Lauren LaVera für die weibliche Hauptrolle der Sienna gecastet, für die Regisseur Leone eine ganze Charakterbiografie anfertigte. Er selbst bezeichnete Sienna als „Batman zu Arts Joker“ und als seine bis dato am besten ausgearbeitete Figur. Daher begrüßte es Leone auch, dass sich LaVera intensiv mit dem Material auseinandersetzte, in den Charakter eintauchte und diesen vollends verstehen wollte. Im Oktober 2019 wurde die Beteiligung von Felissa Rose, Jason Lively und Tamara Glynn am Projekt bekannt. Des Weiteren übernahm Samantha Scaffidi erneut die Rolle der Victoria Heyes aus dem Vorgängerfilm.

### Dreharbeiten

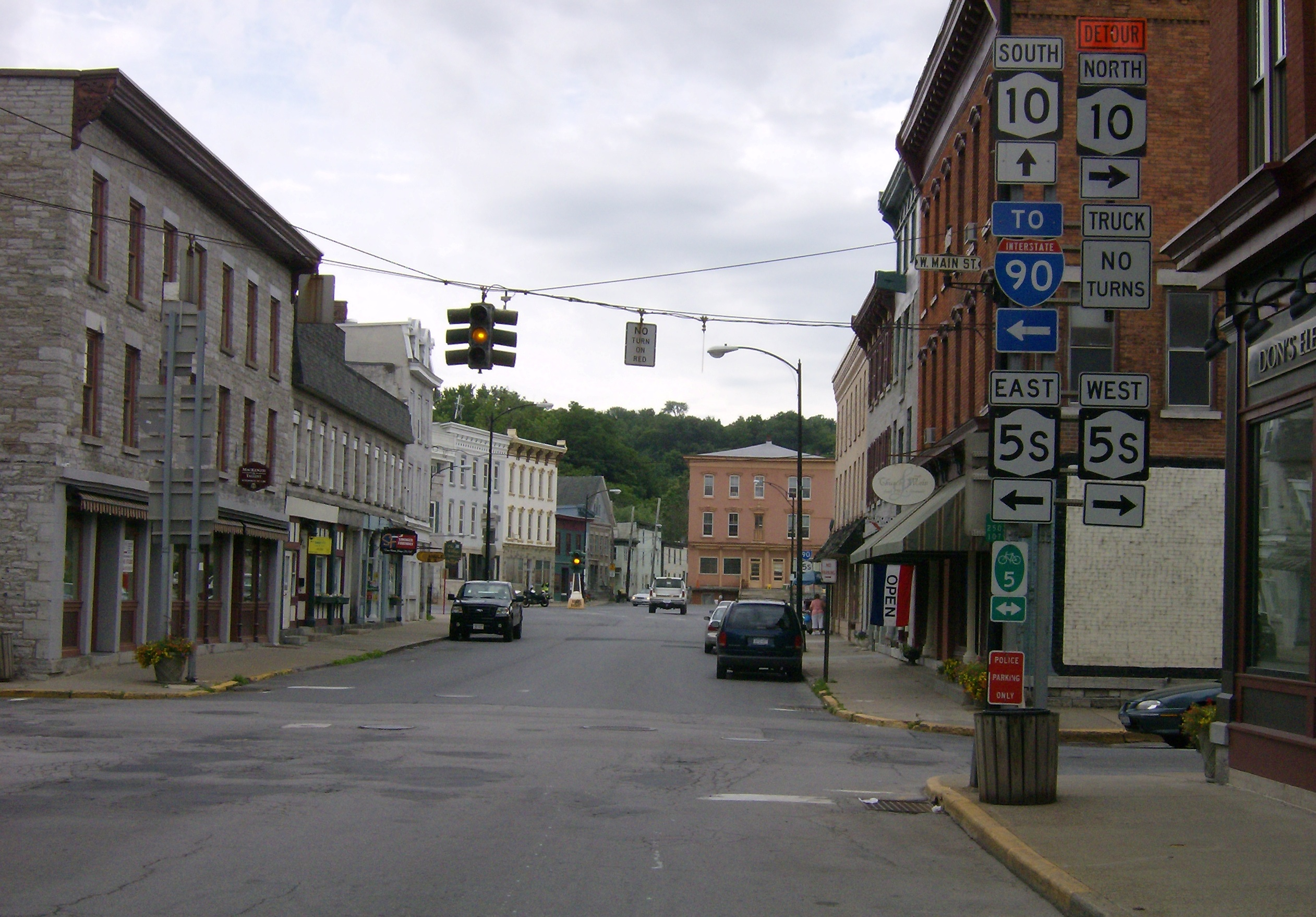
Canajoharie im Bundesstaat New York diente als Kulisse für die Dreharbeiten.

Im Juli 2019 startete die Vorproduktion. Die Dreharbeiten begannen schließlich am 28. Oktober 2019 mit Kameramann George Steuber in Canajoharie, New York, wo innerhalb einer eisgekühlten Scheune die einzelnen Filmsets errichtet wurden. Pro Drehtag befand sich Hauptdarsteller David Howard Thornton zweieinhalb bis drei Stunden in der Maske, da sein Make-up durch das Abnehmen zerstört wurde. Regisseur Leone selbst nahm dabei einen Abdruck von Thorntons Gesicht, erstellte einen Gussform und modellierte auf dieser eine Gesichtsprothese. Die Maskenbildnerin Jackie Hughes war für weiteres Make-up verantwortlich, so unter anderem für rein praktische Gore-Effekte und verschiedene Prothesen. Der ursprüngliche Plan, zur Unterstützung von Leone ein komplettes Make-up-Team anzustellen, scheiterte wenige Wochen vor Drehbeginn. Der Kern des Filmstabs bestand so nur aus etwa ein Dutzend Personen. Für die Filmaufnahmen kamen insgesamt rund 75 Liter Kunstblut und Tierfleisch stellvertretend für menschliche Körperteile zum Einsatz. Als Inspiration einiger im Film gezeigter Tötungen dienten echte Mordfälle von Jack the Ripper.
Für Hauptdarstellerin Lauren LaVera war ihr Martial-Arts-Hintergrund beim Dreh von Kampfszenen von Nutzen. Weitere Aufnahmen entstanden in New Jersey, in einem Kostümladen in Manhattan, an einer Schule in Staten Island und im Geisterhaus „Fright Factory“ in Philadelphia. Im Zuge der COVID-19-Pandemie mussten die Dreharbeiten nur wenige Tage vor Drehende unterbrochen werden. Die Zwangspause nutzte Leone dafür, mit dem Schnitt des bereits gedrehten Materials zu beginnen. Im Herbst 2020 wurden die Dreharbeiten schließlich fortgesetzt und Ende Dezember 2020 nach insgesamt rund 65 Drehtagen abgeschlossen. Kleinere Nachdrehs erfolgten im Juli 2021, während gleichzeitig am fast fertig geschnittenen, zweistündigen Film an Ton- sowie Farbkorrekturen und den visuellen Effekten gearbeitet wurde.

### Veröffentlichung
Im Mai 2020 wurden erste Bilder von Thornton und LaVera in ihren Kostümen veröffentlicht; ein Teaser folgte am 24. Juli. Im Juni 2021 erschien im Zuge der Vermarktung zusätzlich eine Adaption des ersten Teils in Form eines limitierten, dreiteiligen Graphic Novels mit Zeichnungen von Steve McGinnis. Der offizielle Trailer wurde am 23. August 2022 veröffentlicht.
Ursprünglich sollte Terrifier 2 bereits im Oktober 2020 veröffentlicht werden. Im Zuge der durch die COVID-19-Pandemie verzögerten Dreharbeiten und aufgrund des noch fehlenden Filmverleihs konnte dieser Termin nicht eingehalten werden, woraufhin die Veröffentlichung von Terrifier 2 zunächst ins Jahr 2021 und schließlich 2022 verschoben wurde. Im Juni 2022 sicherte sich schließlich das Produktionsunternehmen Bloody Disgusting die US-amerikanischen Vertriebsrechte.
Terrifier 2 feierte am 29. August 2022 auf dem FrightFest in London seine Weltpremiere; die US-amerikanische Uraufführung erfolgte im Folgemonat auf dem Fantastic Fest in Austin. Der Film kam am 6. Oktober 2022 in ausgewählte US-amerikanischen Kinos. Nach der Veröffentlichung vermehrten sich Berichte aus den Vereinigten Staaten, nach denen Zuschauer während Filmvorführungen unter Übelkeit, Erbrechen und Ohnmacht litten. In Deutschland lief Terrifier 2 am 8. Dezember 2022 ungekürzt in den Kinos an.
In den Vereinigten Staaten wurde Terrifier 2 am 11. November 2022 digital veröffentlicht und ins Programm des Streamingdienstes Screambox aufgenommen. Seit dem 27. Dezember 2022 ist der Film auch auf DVD und Blu-ray erhältlich. In Deutschland erschien die ungeschnittene Filmfassung Ende April 2023 in einer limitierten Mediabook-Auflage über Nameless Media. Der reguläre Heimkinostart einer um drei Minuten gekürzten Version erfolgte bereits am 6. April 2023.

## Synchronisation
Die deutschsprachige Synchronisation entstand nach einem Dialogbuch von Michael Himpler und unter der Dialogregie von Sven Riemann sowie Frank Gala bei Legendary Units.
| Rolle          | Darsteller          | Synchronsprecher  |
| -------------- | ------------------- | ----------------- |
| Sienna Shaw    | Lauren LaVera       | Lisa Müller       |
| Jonathan Shaw  | Elliott Fullam      | Philip Zischang   |
| Barbara Shaw   | Sarah Voigt         | Franziska Kruse   |
| Brooke         | Kailey Hyman        | Nathalie Thiede   |
| Allie          | Casey Hartnett      | Carolin Brunk     |
| Jeff           | Charlie McElveen    | Jan Krawczyk      |
| Allies Mutter  | Amy Russ            | Gundula Köster    |
| Ms. Principe   | Felissa Rose        | Gundula Köster    |
| Monica Brown   | Katie Maguire       | Gundula Köster    |
| Sean           | Owen Myre           | Sandra Kunze      |
| Eric           | Griffin Santopietro | Emil Gala         |
| Ladenbesitzer  | Johnath Davis       | Benjamin Plath    |
| Victoria Heyes | Samantha Scaffidi   | Anna Luise Borner |

## Rezeption

### Altersfreigabe
In den Vereinigten Staaten wurde Terrifier 2 sowohl für die Kino- als auch die Heimkinoauswertung von der MPA nicht geprüft. In Deutschland erteilte die FSK der ungekürzten Filmfassung für Kinovorführungen keine Jugendfreigabe; für das Heimkino wurde lediglich eine um drei Minuten gekürzte Version von der FSK zugelassen. Im Vereinigten Königreich erteilte das BBFC hingegen auch den unzensierten DVD- und Blu-ray-Veröffentlichungen eine Freigabe ab 18 Jahren.

### Kritiken
Terrifier 2 konnte 85 % der 75 bei Rotten Tomatoes gelisteten Kritiker überzeugen, erhielt dabei eine durchschnittliche Bewertung von 6,7 von 10 Punkten und wurde damit deutlich wohlwollender als der Vorgängerfilm aufgenommen. Die Seite zog das Fazit, dass die Fortsetzung Terrifier in jeder Hinsicht übertreffe, was eine gute Nachricht für Genrefans sei. Bei Metacritic erhielt der Film basierend auf acht Kritiken einen Metascore von 59 von 100 möglichen Punkten.
Zu einem positiven Urteil gelangt Rebecca Sayce von der britischen Tageszeitung Metro, für die Terrifier 2 ein großartiger Halloweenfilm sei, dessen Schrecken vor allem auf der Brutalität seines Antagonisten Art the Clown beruhe. Von der ersten Sekunde an tauche der Zuschauer in die verrückte und makabere Welt des Horrorclowns und seiner grotesken Verbrechen ein und werde über zwei Stunden lang mit „Hack-&-Slash“-Wahnsinn verwöhnt. Zwischen den Mordsequenzen würde es nur wenige Szenen zum Durchatmen geben und der gezeigte Gore werde umso widerlicher, je mehr er sich mit der verstörenden Komik von Art vermische. Im Gegensatz zum Vorgängerfilm schaffe es Regisseur Damien Leone dabei, sowohl die Mythologie als auch die Handlung besser auszubauen, sodass das Publikum die Hauptfiguren Sienna und Jonathan besser kennenlerne und mit ihnen mitfühlen könne. Da der Fokus in erster Linie aber weiterhin auf Blut und Gewalt liege, würden einige Handlungsstränge zum Teil verwirrend und unsinnig wirken.
Auch Sammy Gecsoyler vom Guardian steht dem „Gore-Fest“ Terrifier 2 überwiegend wohlwollend gegenüber. Die Fortsetzung erfülle für ihn alle Erwartungen an Geschmacklosigkeit und überzeuge durch seine beeindruckenden praktischen Effekte, durch die der Film so grausam wie Evil Dead und weniger wie der Torture Porn Saw anmute. Die Tötungsszenen seien dabei lang und würden nichts verbergen, auch wenn ihre Kreativität das einzige Alleinstellungsmerkmal des Films sei. Die Darsteller seien in der knappen Handlung zwar stets bemüht, Terrifier 2 aber insgesamt gute vierzig Minuten zu lang und mit nicht originellem Subtext aufgebläht.
Auch Michael S. Bendix von Filmstarts gelangt zu dem Fazit, dass Terrifier 2 im Vergleich zum Vorgängerfilm in jederlei Hinsicht auf die übernächste Stufe gehoben und weitaus kompetenter inszeniert wurde. Durch das höhere Budget sehe die Fortsetzung wirklich nach Kino aus, die weiterhin minimalistische Handlung werde auf mehrere Kulissen ausgeweitet und Figuren seien nicht länger bloßes Opfermaterial, sondern würden das Interesse des Publikums wecken und so dem mörderischen Treiben von Art the Clown mehr Gewicht verleihen. Der Versuch, den Horrorclown als neue Horrorikone zu etablieren, wirke zwar forciert, sei aber erfolgreich. Dabei seien es weniger die Bilder allein, die den Schrecken erzeugen würden, sondern vielmehr der kalte und mitleidslose Sadismus von Art. Regisseur Damien Leone nehme das Genre bitterernst und lote so innerhalb des Horror-Mainstreams tatsächlich neue Grenzen aus. Dabei kreiere der Filmemacher einen Retro-Vibe, in dem übernatürlichen Slasher-Filmen wie der Nightmare-Filmreihe Tribut gezollt werde. Als Kritikpunkt führt Bendix die sich im letzten Drittel bemerkbar machende Überlänge an.
Enttäuscht zeigt sich Adam Graham von der Detroit News, für den Terrifier 2 über Blut und Gewalt hinaus nichts zu bieten hätte. Über die gesamte Laufzeit versuche die Fortsetzung nichts anderes, als die Zuschauer zu schockieren, was in ständigen „Wiederholungen bis zur Taubheit“ gipfele. Statt neue Elemente einzuführen, zeige Regisseur Damien Leone immer wieder nur das Altbekannte, lasse bei den Tötungen aber jeglichen Sinn für Spannung und Kunst vermissen. Durch fehlendes Erzähltempo werde zudem die Gesamtlaufzeit aufgebläht, was weder mit der Geschichte noch den Charakterentwicklungen gerechtfertigt werden könne. Zwar seien wenigstens die Spezialeffekte gut und Hauptdarsteller David Howard Thornton liefere eine erstklassig gruselige Darbietung ab, doch die fehlende Hintergrundgeschichte lasse Art the Clown kaum nahbar wirken. So kommt Graham zu dem Schluss, dass nicht das Gemetzel den Film schwer anzusehen mache, sondern die stumpfe Langeweile.

### Einspielergebnis
Bereits am Starttag konnte Terrifier 2 in den Vereinigten Staaten über 400.000 US-Dollar einspielen. In Deutschland war die Fortsetzung am Premierentag mit rund 11.300 verkauften Kinotickets der landesweit meistgesehene Film; insgesamt sahen sich rund 40.000 Kinobesucher den Slasher am Startwochenende an. Die weltweiten Einnahmen aus Kinovorführungen belaufen sich auf rund 15,07 Millionen US-Dollar, von denen Terrifier 2 allein 10,64 Millionen im nordamerikanischen Raum erwirtschaften konnte. Damit konnte der Film das rund 60-fache seines auf unter 250.000 US-Dollar geschätzten Produktionsbudgets einspielen. In Deutschland verzeichnete die Fortsetzung insgesamt 104.908 Kinobesucher.

### Auszeichnungen
Fangoria Chainsaw Awards 2023
- Nominierung als Bester limitierter Kinofilm
- Nominierung für das Beste Make-up (Damien Leone)[61]

Indiana Film Journalists Association Awards 2022
- Nominierung als Bester Nebendarsteller (David Howard Thornton)[62]

## Fortsetzung
Nach der Veröffentlichung von Terrifier 2 verkündete Regisseur Damien Leone im Oktober 2022, die grobe Geschichte für eine weitere Fortsetzung erarbeitet zu haben. Die Dreharbeiten zu Terrifier 3 erfolgten im Frühjahr 2024 und umfassten die Rückkehr der Hauptdarsteller David Howard Thornton und Lauren LaVera. Der US-Kinostart erfolgte am 11. Oktober 2024.